# Ichthyostoma
Ichthyostoma é um gênero botânico da família Acanthaceae.